# Fertőboz
Fertőboz (deutsch Holling) ist eine ungarische Gemeinde im Kreis Sopron im Komitat Győr-Moson-Sopron.

## Geografische Lage
Fertőboz liegt 70 Kilometer westlich des Komitatssitzes Győr und 9 Kilometer südöstlich der Kreisstadt Sopron, am südlichen Rand des Neusiedler Sees. Nachbargemeinden sind Nagycenk, Hidegség sowie Balf, ein Ortsteil von Sopron.

## Geschichte
Bereits 1839 wurde in Holling ein Seebad am Neusiedler See errichtet, wodurch das Dorf bekannt wurde.
1910 lebten hier 518 Einwohner, von denen 490 Deutsche (95 %) und 26 Ungarn (5 %) waren. Im Gegensatz zu den vielen evangelischen Dörfern im Umland von Ödenburg gehörten fast alle Einwohner Hollings der katholischen Kirche an. 
Zu dieser Zeit gab es in der damaligen Kleingemeinde 84 Häuser auf einer Fläche von 2369 Katastraljochen. Sie gehörte damals zum Bezirk Sopron im Komitat Sopron.
Bei der Volksabstimmung in Ödenburg 1921 stimmte Holling trotz seiner deutschsprachigen Bevölkerung überwiegend für Ungarn ab. Dies wurde später von österreichischer Seite auf den Druck der ungarischen Gutsbesitzer auf deren deutschsprachige Pächter zurückgeführt.
Nach dem Zweiten Weltkrieg wurde der Großteil der deutschen Bevölkerung deportiert.

## Söhne und Töchter der Gemeinde
- Rezső Jáki (1946–2002), Bergbauingenieur

## Sehenswürdigkeiten
- Ecce-homo-Statue (Ecce homo-szobor), erschaffen um 1750 (Barock)
- Gloriette-Aussichtspunkt (Gloriette kilátó), erbaut 1801
- Römisch-katholische Kirche Szentháromság, erbaut 1732 im barocken Stil, restauriert 1903
- Sarkophag von Béla Széchenyi und seiner Frau Hanna Erdődi (Széchenyi Béla és felesége Erdődi Hanna sírboltja)
- Standbild des heiligen Johannes Nepomuk (Nepomuki Szent János szobor)
- Szent-Apollónia-Statue (Szent Apollónia-szobor), erschaffen um 1780 (Barock)
- Széchenyi-Museumsbahn, gebaut 1969–1972
- Weltkriegsdenkmal (I. és II. világháborús emlékmű)

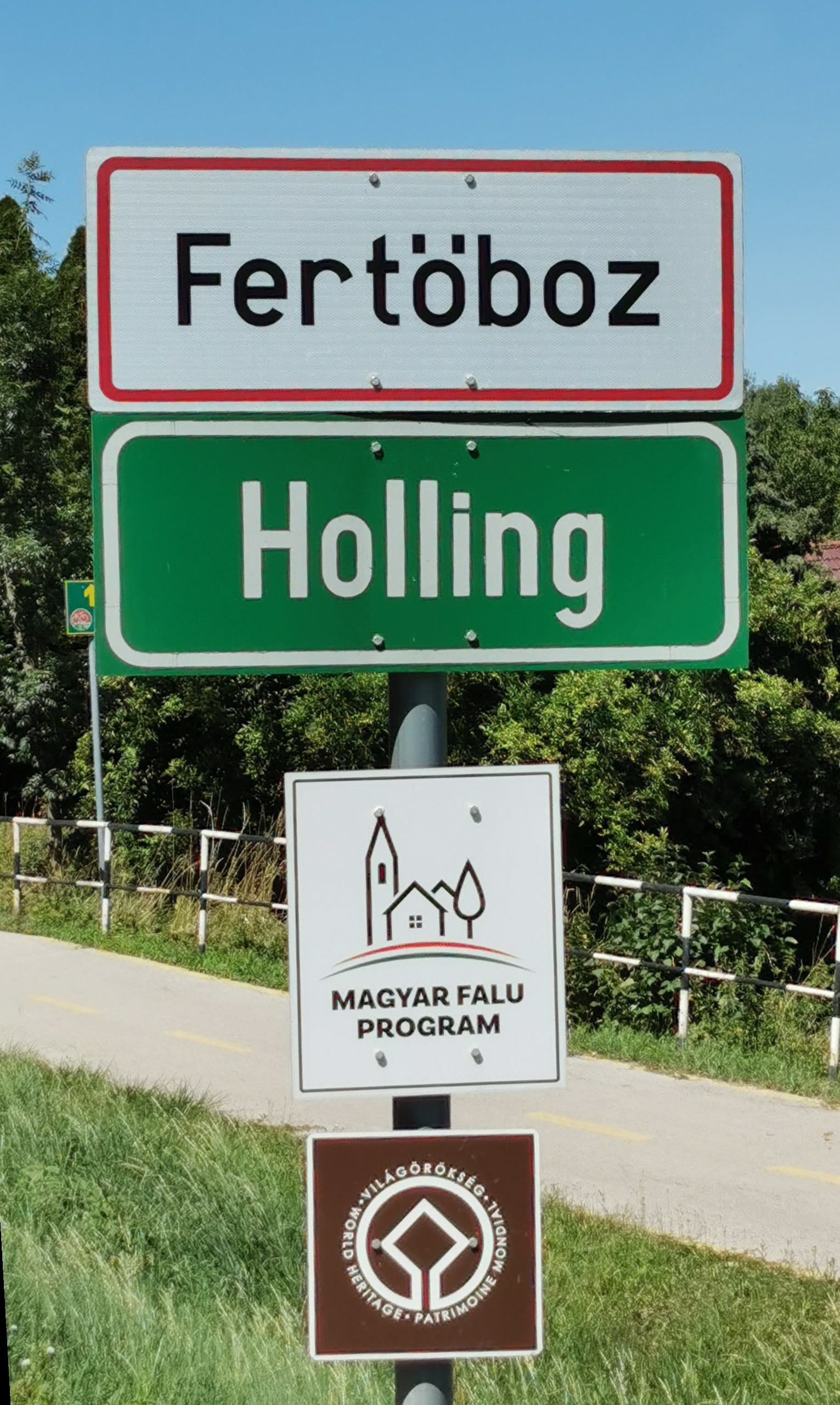
Zweisprachige Ortstafeln
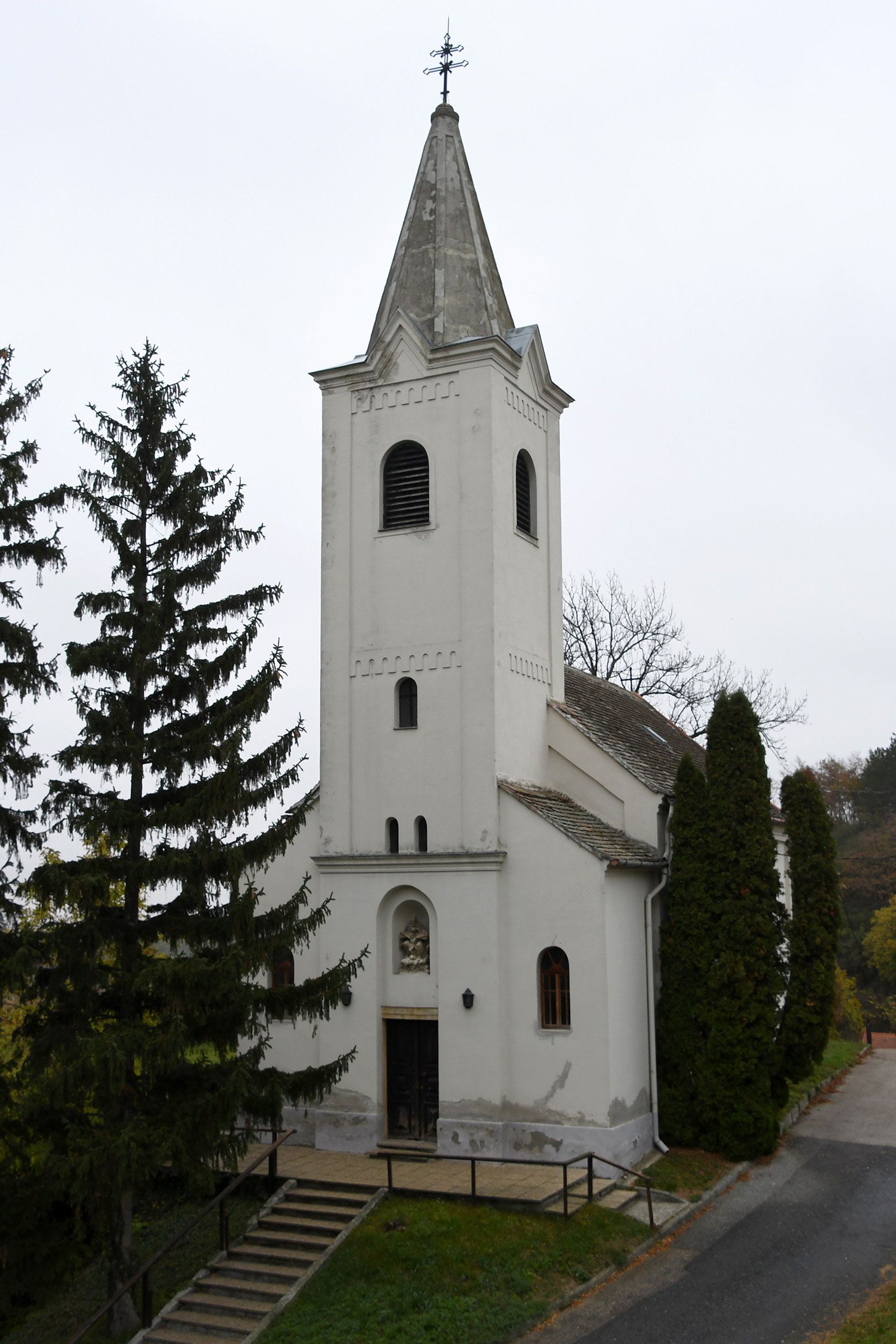
Röm.-kath. Kirche Szentháromság
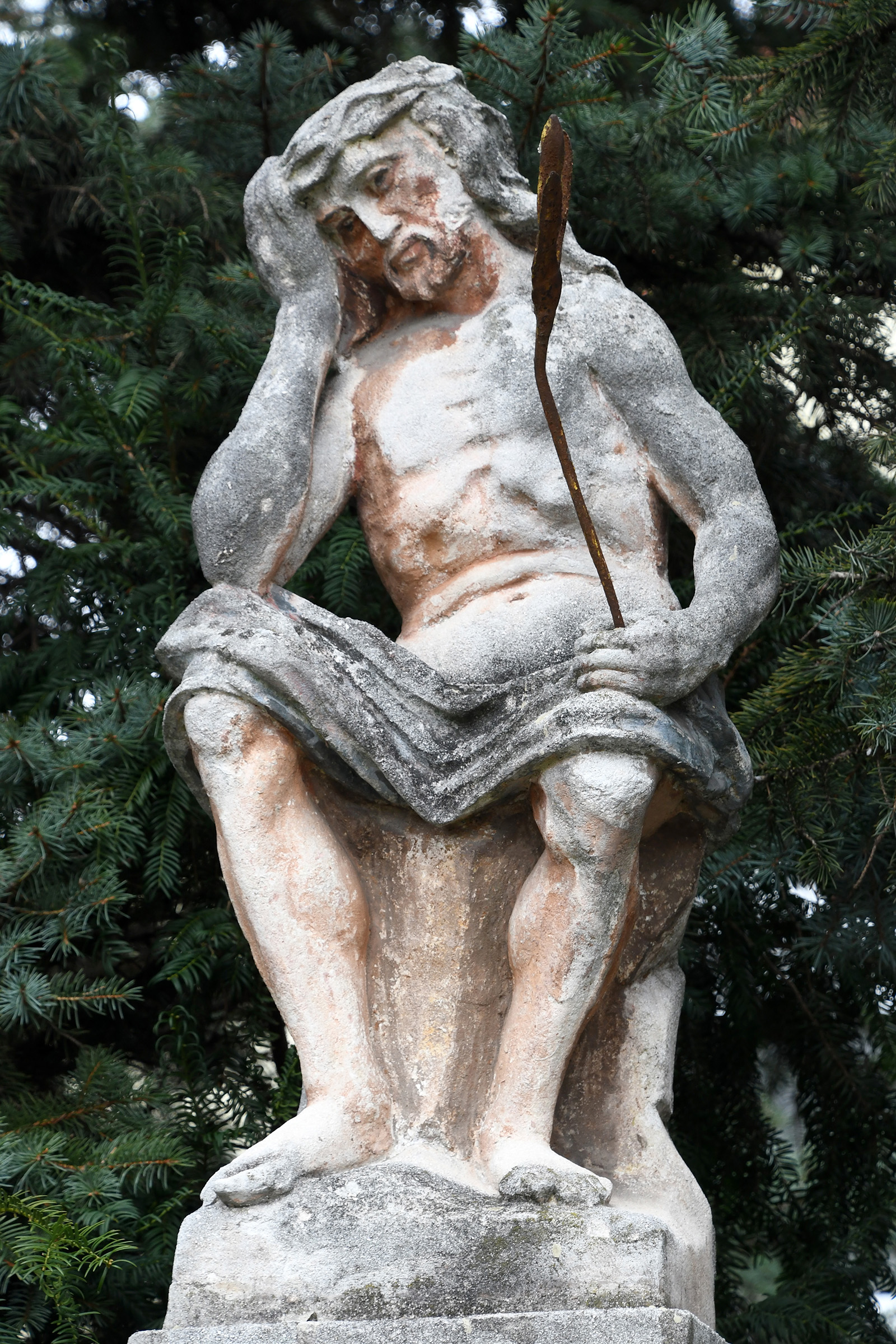
Ecce-homo-Statue
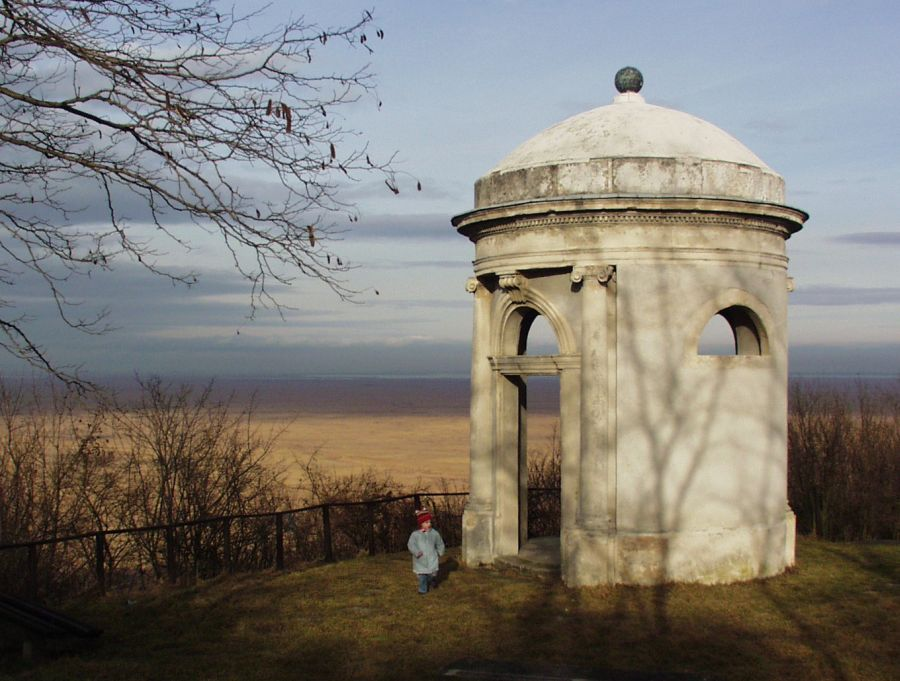
Gloriette-Aussichtspunkt
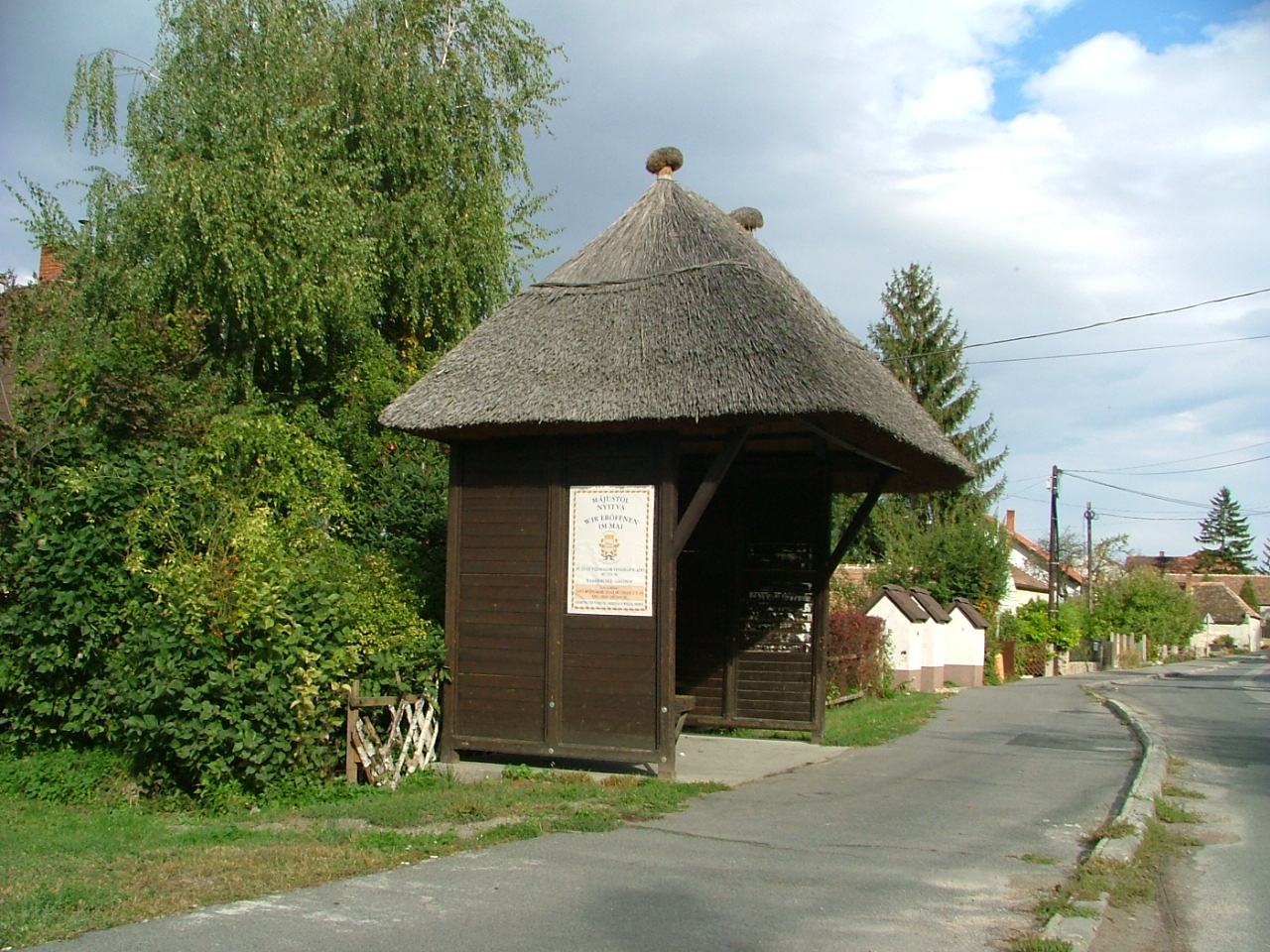
Bushaltestelle mit Reetdach
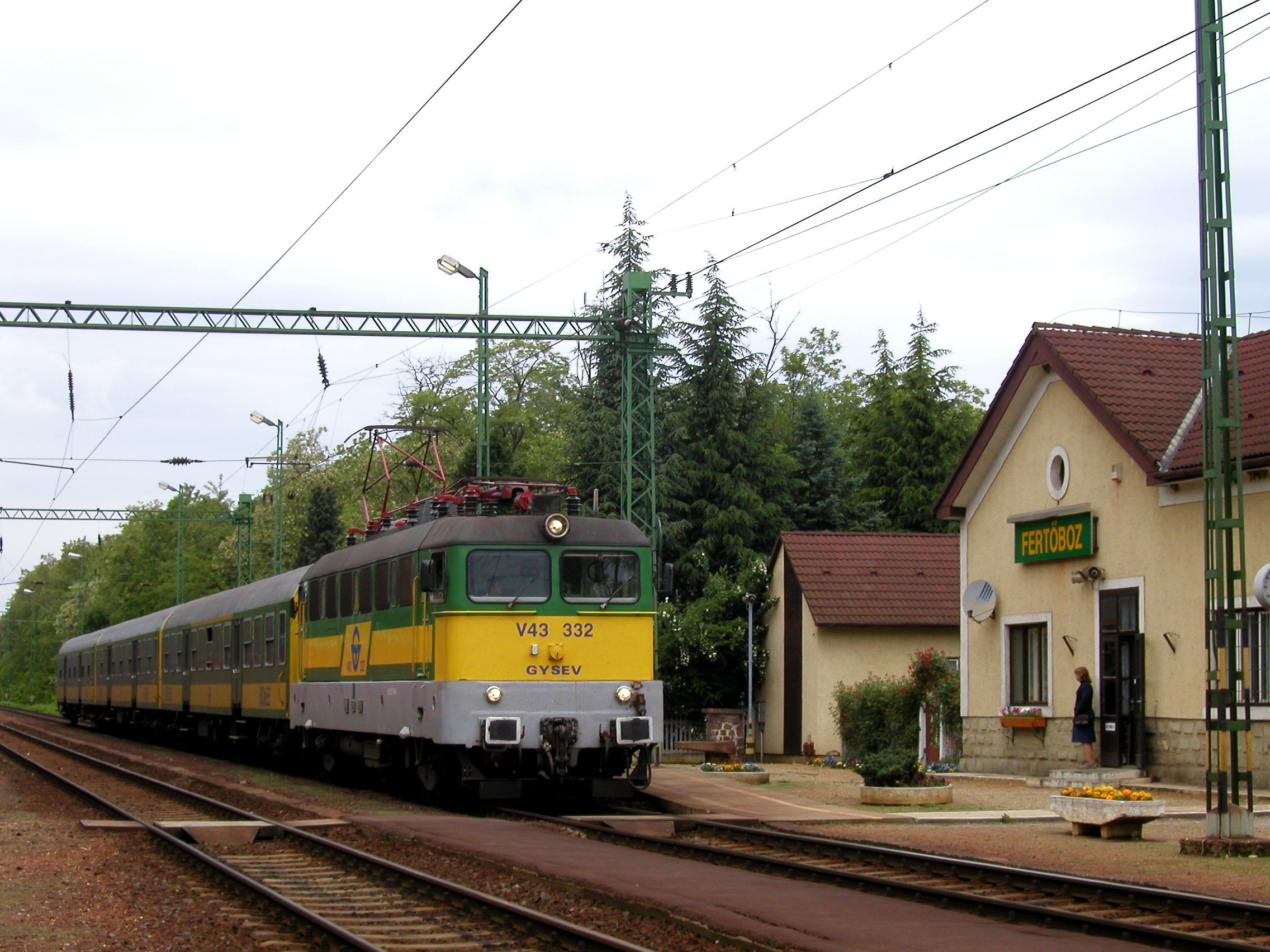
Bahnhof Fertőboz

## Verkehr
Durch Fertőboz verläuft die Landstraße Nr. 8518, von der im Ort die Nebenstraße Nr. 85118 in Richtung des südlich gelegenen Bahnhofs abzweigt. Die Gemeinde ist angebunden an die Eisenbahnstrecke von Sopron nach Győr. Zudem verbindet die Széchenyi-Museumsbahn den Bahnhof Fertőboz mit dem Schloss Széchenyi in Nagycenk. 
Weiterhin bestehen Busverbindungen nach Sopron und Győr. Durch die Gemeinde führt der Neusiedler-See-Radweg.